# Nicolae Bălcescu, Constanța
Nicolae Bălcescu este satul de reședință al comunei cu același nume din județul Constanța, Dobrogea, România. În trecut a purtat numele de Carol I și Danachioi (în turcă Danaköy). La recensământul din 2002 avea o populație de 3108 locuitori.